# رقائق الموز
رقائق الموز  هي منتج غذائي يتكوّن من شرائح رفيعة من الموز، تُقلى في الزيت أو تُجفف، وغالبًا ما تكون ذات قوام مقرمش. تُحضّر باستخدام أنواع خاصة من الموز تمتاز بالصلابة وارتفاع نسبة النشا؛ المعروفة باسم موز الجنة، ويمكن أن تكون حلوة أو مالحة، وقد تُغطى بالسكر أو العسل أو الملح أو مجموعة من التوابل.
تُعد رقائق الموز المُنتج المُصنّع الوحيد من الموز الذي يشهد تجارة دولية ملحوظة. وتُعد الفلبين المُصدِّر الرئيسي لرقائق الموز على مستوى العالم. كما توجد أسواق تصدير مستقرة لهذا المنتج في كل من تايلاند، وإندونيسيا وماليزيا.